# Gemla (berg)
Gemla är ett berg i republiken Island. Det ligger i regionen Västfjordarna, 210 km norr om huvudstaden Reykjavík. Toppen på Gemla är 700 meter över havet.
Trakten runt Gemla är nära nog obefolkad, med mindre än två invånare per kvadratkilometer. Närmaste större samhälle är Þingeyri, nära Gemla. Trakten runt Gemla består i huvudsak av gräsmarker.